# Colin Calderwood
Colin Calderwood (født 20. januar 1965 i Stranraer) er den skotske fodboldtræner for den engelske fodboldklub Nottingham Forest.